# 뱀파이어 홈즈
뱀파이어 홈즈(Vampire Holmes, ヴァンパイアホームズ)는 쿠쿠리가 iOS 및 안드로이드 (운영체제) 기기용으로 개발한 일본의 스마트폰 게임 앱이다. 이 게임은 2014년 11월 13일에 서비스를 시작했다. 2015년 4월 4일 TV 가나가와에서 일본의 단편 TV 애니메이션 시리즈가 첫 방송되었다. 게임 원작자인 세나 요시노부가 주인공의 목소리를 맡고 애니메이션의 주제가를 썼다. 주제곡 'Everlasting Love'는 타마키 나미가 불렀다.

## 이야기
원작 게임의 스토리는 "뱀파이어 슬래셔" 사건이 벌어지고 있는 밤의 런던을 배경으로 하고 있다. 플레이어는 미스터리를 설명하지 않고 추리력을 사용하지 않는 탐정인 홈즈와 협력하여 수상한 저택을 조사하고 진실을 알아내야 한다.
애니메이션 시리즈에는 홈즈가 주인공으로 등장한다. 그는 추리도 하지 않고, 미스터리를 설명하지도 않는 사립탐정이다. 하지만 그는 언제나 요청받은 사건을 해결해 준다. 그는 비밀리에 런던 경찰청의 뱀파이어 수색 임무를 맡는다.